# Paris-Roubaix de 2009
A Paris-Roubaix 2009 foi a 107.ª edição desta clássica ciclista. Disputou-se no domingo 12 de abril de 2009, entre Compiègne e o velódromo André Pétrieux de Roubaix, sobre 259 km.
A prova pertenceu às Corridas Históricas do UCI World Calendar de 2009.
A corrida foi vencida pelo belga Tom Boonen, da equipa Quick Step. Desta maneira alçava-se com a sua terceira vitória na corrida, após as obtidas em Paris-Roubaix 2005 e 2008. Boonen finalizou a corrida com 47" de vantagem sobre Filippo Pozzato e 1' 17" sobre Thor Hushovd.
O melhor espanhol voltou a ser o catalão Juan Antonio Flecha.

## Equipas participantes
Participaram 24 equipas: os 18 de categoria UCI ProTour (ao ter obrigada sua participação) e 6 de categoria Profissional Continental mediante convite da organização (Cofidis, le Crédit en Ligne, Agritubel, Cervélo Test Team, Topsport Vlaanderen-Mercator, Landbouwkrediet-Colnago e Vacansoleil Pro Cycling Team. Formando assim um pelotão de 187 ciclistas de 8 corredores cada equipa (excepto o Lampre, o Katusha e o Astana que saíram com 7 e o Euskaltel-Euskadi que saiu com 6), dos que acabaram 118; ainda que só 99 deles dentro do "controle".

## Classificação final

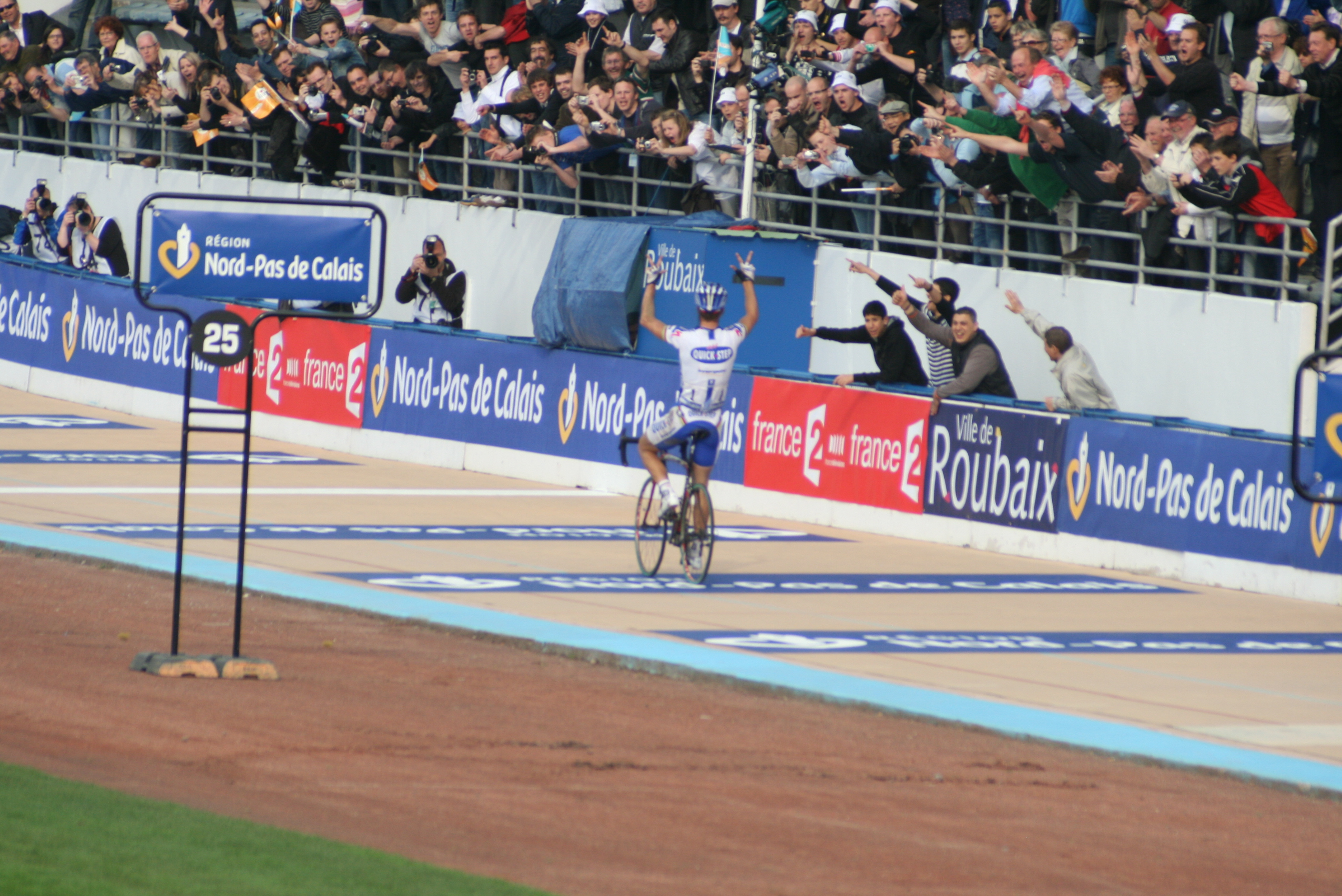
Tom Boonen celebrando a vitória no velódromo de Roubaix

| Posição | Ciclista            | Equipa        | Tempo      |
| ------- | ------------------- | ------------- | ---------- |
| 1.      | Tom Boonen          | Quick Step    | 6h 15' 53" |
| 2.      | Filippo Pozzato     | Katusha       | + 47"      |
| 3.      | Thor Hushovd        | Cervélo       | + 1' 17"   |
| 4.      | Leif Hoste          | Silence-Lotto | m.t.       |
| 5.      | Johan Van Summeren  | Silence-Lotto | + 1' 22"   |
| 6.      | Juan Antonio Flecha | Rabobank      | + 2' 14"   |
| 7.      | Heinrich Haussler   | Cervélo       | + 3' 13"   |
| 8.      | Sylvain Chavanel    | Quick Step    | + 3' 15"   |
| 9.      | Manuel Quinziato    | Liquigas      | + 5' 00"   |
| 10.     | Matti Breschel      | Saxo Bank     | + 5' 29"   |